# Heinz Antholz
Heinz Werner Antholz (* 19. Mai 1917 in Sandhorst/Aurich; † 22. August 2011 in Bornheim) war ein deutscher Historiker, Musikpädagoge und Hochschullehrer.

## Leben und Wirken
Nach seiner Reifeprüfung 1936 am Gymnasium Ulricianum Aurich studierte Heinz Antholz Musikerziehung und Kirchenmusik an der Hochschule für Lehrerbildung Kiel, der Hochschule für Musikerziehung und Kirchenmusik Berlin und der Hochschule für Musik Köln. Seine Studienzeit wurde unterbrochen durch Arbeits- und Kriegsdienst im Zweiten Weltkrieg und Gefangenschaft. Ab 1946 studierte er dann Geschichte, Philosophie und Musikwissenschaft an den Universitäten Berlin und Köln. 1954 erfolgte seine Promotion an der Universität Köln bei Theodor Schieder mit einer Arbeit über Johannes Althusius. Außerdem hatte er die Staatsexamen für den höheren Schuldienst und die Prüfung zum Kirchenmusiker abgelegt. Von 1949 bis 1960 war Antholz als Gymnasiallehrer in Köln und Rheydt tätig. Im Jahre 1960 wurde er Dozent für Musikerziehung an der Pädagogischen Akademie Bonn. 1965 ernannte man ihn zum Professor für Musikerziehung an der Pädagogischen Hochschule Rheinland (Abt. Bonn). Von 1976 bis 1978 wirkte er als Gastprofessor an der Hochschule für Musik und Darstellende Kunst in Wien. 1982 trat er in den Ruhestand, hielt allerdings auch weiterhin Lehrveranstaltungen an den Universitäten Bonn und Köln ab. Außerdem war er lange Zeit als Kirchenmusiker aktiv.
Heinz Antholz wurde mit dem Österreichischen Ehrenkreuz für Wissenschaft und Kunst I. Klasse ausgezeichnet.

## Veröffentlichungen (Auswahl)
- Die politische Wirksamkeit des Johannes Althusius in Emden (= Abhandlungen und Vorträge zur Geschichte Ostfrieslands, Bd. 32). Verlag Ostfriesische Landschaft, Aurich 1955 (= Dissertation Universität Köln).

- Unterricht in Musik. Ein historischer und systematischer Aufriss seiner Didaktik. Schwann, Düsseldorf 1970 (3. Aufl. 1976, ISBN 3-590-14505-6).
- Musikpädagogik heute – Zur Erkenntnis ihrer Geschichte und Geschichtlichkeit ihrer Erkenntnis. In: Heinz Antholz (Hrsg.): Musikpädagogik heute. Perspektiven, Probleme, Positionen. Zum Gedenken an Michael Alt. 15.2.1905 – 20.12.1973. Schwann, Düsseldorf 1975, S. 22–40, ISBN 3-590-14223-5.
- Zur Aktualität in der Musikpädagogik (= Fragmente als Beiträge zur Musiksoziologie, Bd. 8). Doblinger, Wien 1979, ISBN 3-900035-59-8.
- Johannes Althusius als Syndicus Reipublica Embdanae. In: Karl-Wilhelm Dahm (Hrsg.): Politische Theorie des Johannes Althusius (= Rechtstheorie / Beiheft, Bd. 7). Duncker & Humblot, Berlin 1988, S. 67–88, ISBN 3-428-06273-6.
- "Johann Sebastian Bach unser Meister". Skizzen zum Bach-Bild der Jugendmusikbewegung. In: Udo Arnold (Hrsg.): Aspekte der Geschichte.  Festschrift für Peter Gerrit Thielen zum 65. Geburtstag am 12. Dezember 1989. Muster-Schmidt, Göttingen 1990, S. 144–162, ISBN 3-7881-1750-8.
- Musiklehren und Musiklernen. Vorlesungen und Abhandlungen zur Musikpädagogik aus drei Jahrzehnten. Schott, Mainz 1992, ISBN 3-7957-0217-8.
- Zur (Musik-)Erziehung im Dritten Reich. Erinnerungen, Erfahrungen und Erkenntnisse eines Betroffenen (= Forum Musikpädagogik, Bd. 8). Wißner, Augsburg 1993, ISBN 3-928898-26-4.
- Von der Bildnerhochschule zur Wissenschaftlichen Hochschule. Zur Entwicklung der Musiklehrerausbildung in Nordrhein-Westfalen. In: Günther Noll (Hrsg.): Musikpädagogik im Rheinland. Beiträge zu ihrer Geschichte im 20. Jahrhundert. Aktuelle Forschungsbeiträge (= Beiträge zur rheinischen Musikgeschichte, Bd. 155). Merseburger, Kassel 1996, S. 28–60, ISBN 3-87537-268-9.
- Schülerorientierung, Schülermitbestimmung und Projektunterricht im Horizont der Bestandssicherung der Musik in allgemeinbildenden Schulen. Be-denkliches zur Unterrichtstheorie Ulrich Günthers. In: Diskussion Musikpädagogik, Jg. 2000, H. 5, S. 50–61.
- Zur Aufarbeitung der Musikpädagogik in der ehemaligen DDR. Historische und politische Gedanken eines Wessis ohne Ossi-Erinnerungen. In: Bernd Fröde (Hrsg.): 10 Jahre danach - Sichten auf die schulische Musikpädagogik in der DDR (= Musikwissenschaft, Musikpädagogik in der Blauen Eule, Bd. 45). Verlag Die Blaue Eule, Essen 2002, S. 35–54, ISBN 3-89206-092-4.
- "Schülermusik" – "Lehrermusik". Variationen über das Thema interpersonaler Beziehungsdifferenzen im Musikunterricht der allgemein bildenden Schulen. In: Gunter Kreutz (Hrsg.): Anstöße – musikalische Bildung fordern und fördern. Festschrift Hans Günther Bastian zum 60. Geburtstag (= Forum Musikpädagogik, Bd. 63). Wißner, Augsburg 2004, S. 25–40, ISBN 3-89639-438-X.

Festschriften
- Hans Günther Bastian/Dieter Klöckner (Hrsg.): Musikpädagogik. Historische, systematische und didaktische Perspektiven. Heinz Antholz zum 65. Geburtstag. Schwann, Düsseldorf 1982, ISBN 3-590-14548-X.

- Thomas Ott/Jürgen Vogt (Hrsg.): Unterricht in Musik - Rückblick und aktuelle Aspekte. Symposion der Wissenschaftlichen Sozietät Musikpädagogik zum 90. Geburtstag von Heinz Antholz (= Wissenschaftliche Musikpädagogik, Bd. 3). LIT, Berlin/Münster 2008, ISBN 3-8258-1176-X.